# Jorge Mendonça
Jorge Mendonça, celým jménem Jorge Pinto Mendonça (6. června 1954 Silva Jardim – 17. února 2006 Campinas), byl brazilský fotbalový útočník. Zemřel 17. února 2006 ve věku 51 let na infarkt myokardu.

## Klubová kariéra
Profesionálně hrál v brazilských klubech Bangu AC, Clube Náutico Capibaribe, SE Palmeiras, CR Vasco da Gama, Guarani FC, AA Ponte Preta, Cruzeiro EC, Rio Branco Atlético Clube, Colorado Esporte Clube a Paulista FC. V jihoamerickém Poháru osvoboditelů nastoupil v 10 utkáních a dal 8 gólů.

## Reprezentační kariéra
Za Brazilskou fotbalovou reprezentaci nastoupil v roce 1978 celkem v 6 reprezentačních utkáních. S reprezentací Brazílie získal bronzovou medaili na Mistrovství světa ve fotbale 1978, nastoupil v 4 utkáních.